# 2021 RR205
2021 RR205 es un objeto del disco disperso descubierto por los astrónomos Scott Sheppard, David Tholen y Chad Trujillo con el telescopio Subaru en el Observatorio Mauna Kea el 5 de septiembre de 2021. Reside más allá de la extensión exterior del cinturón de Kuiper en una órbita distante y altamente excéntrica separada de la influencia gravitacional de Neptuno, con una gran distancia de perihelio de 55.5 UA. Su gran semieje mayor orbital (~1000 UA) sugiere que potencialmente proviene de la nube de Oort interior. 2021 RR205 y 2013 SY99 se encuentran en el espacio del perihelio de 50 a 75 UA que separa los objetos de los sednoides más distantes; Los estudios dinámicos indican que los objetos en el borde interior de esta brecha experimentan débilmente una "difusión" o migración orbital hacia adentro debido a minúsculas perturbaciones de Neptuno. Mientras que Sheppard considera a 2021 RR205 un sednoide, los investigadores Yukun Huang y Brett Gladman no lo consideran así.
La distancia al Sol de 2021 RR205 era de 60 UA cuando fue descubierto. Ha sido detectado en observaciones Precovery por el Dark Energy Survey en el Observatorio Cerro Tololo desde julio de 2017. Pasó por el perihelio por última vez a principios de la década de 1990 y ahora se está alejando del Sol.